# Chitulia lamberti
Chitulia lamberti (англ. Arabian Gulf Sea Snake) — морська отруйна змія з роду Chitulia родини Аспідові. Цей вид був неправильно описаний як синонім Chitulia ornatus (Rasmussen 1989). Зустрічається на заході Тихого океану біля узбережжя Сінгапуру, Таїланду, В'єтнаму та на Філіппінах.

## Загрози
Широко поширений і зустрічається в деяких частинах ареалу. Є деякі загрози, але вважається, що вони не впливають на світову популяцію. Цей вид випадково виловлюється тралом. Він також виловлюється для копчення на Філіппінах і експортується до Японії. Тварини також виловлюються заради їхньої шкіри, принаймні, у В'єтнамі і Таїланді, і, можливо, в інших місцях.